# メンフィスの戦い
メンフィスの戦い（メンフィスのたたかい、英:Battle of Memphis、または第一次メンフィスの戦い）は、南北戦争中1862年6月6日にテネシー州メンフィス市直ぐ上流のミシシッピ川で行われた水上戦である。戦闘の様子はメンフィス市民の多くに目撃された。結果は南軍の大敗となり、ミシシッピ川における南軍の水上戦力は事実上消滅した。この一方的な結果にも拘らず、北軍はその戦略的意義を把握できなかった。歴史的に重要なことの一つとして、軍事経験の無かった市民が戦闘において艦船指揮を認められたことでは最後の機会となったことである。アメリカ海軍における職業意識の発展には1つの節目となっている。

## 背景
守る側の南軍は艦船の数では攻める北軍とほとんど同じであり、8隻の艦船が9隻の北軍砲艦と衝角艦と対抗したが、南軍の戦闘能力は遥かに劣っていた。各艦船は砲艦の装甲に対しては無効な小口径の大砲を1門か2門備えているだけだった。主要な武器と言えばその補強された船首であり、敵艦に対して衝角攻撃を行うことが意図されていた。
南軍の衝角艦は敵の砲弾に対する防御力で特徴ある装備があった。機関や他の室内空間は重い木材の二重隔壁で守られており、外面は鉄道用レールの層で覆われていた。二重隔壁の間の隙間は22インチ (56 cm)あり、綿が充填されていた。綿は装甲としてはほとんど重要性のないものだったが、大衆の注目を引き、「綿装甲」と呼ばれることになった（戦争の後半、艦船の乗組員は露出した部分に置かれた綿の樽で小火器の弾を防ぐことがあり、これらの艦船も綿装甲と呼ばれた。しかし、それらは当初の分類とは異なるものだった）。
北軍の戦隊は5隻の砲艦であり、そのうち4隻は建造者であるジェイムズ・ブキャナン・イーズの名をとって「イーズ砲艦」と半公式に呼ばれていたが、通常は設計者のサミュエル・H・プークの名を取り、さらに奇妙な外観の故に「プークの亀」と呼ばれた。5番目の砲艦は旗艦のUSSベントンであり、やはりイーズの造船所で建造されたが、商船から転換されたものだった。これらの砲艦には13ないし16門の大砲が搭載されていた。他の4隻は衝角艦であり、士官たちが携行する小火器以外特に武装は無かった。衝角艦は全て文民の川舟から転換されたものであり、設計も共通のものは無かった。

## 指揮系統
両軍共に欠陥のある指揮系統で戦闘に入った。北軍の砲艦は西部砲艦戦隊のものであり、海軍将官チャールズ・ヘンリー・デイビスが直接指揮し、西部陸軍の指揮官であるヘンリー・ハレック少将に仕えていた。つまり砲艦はアメリカ陸軍の一部であり、その士官たちは海軍から来ていた。衝角艦はチャールズ・エレト・ジュニアが指揮しており、陸軍長官のエドウィン・スタントンに直接仕えていた。このために北軍の「戦隊」は2つの独立した指揮系統があり、ワシントンD.C.の外では共通の指揮系統の下にはなかった。
南軍の指揮系統はもっと悪かった。綿装甲艦はニューオーリンズで捕獲され都市を守るために転換されていた川蒸気船14隻のほぼ半分だった。河川防衛艦隊と呼ばれ南軍の川支配が北とメキシコ湾の両方から脅威を受けるようになった時に2隊に分けられた。6隻は下流のニューオーリンズに留め置かれ、デヴィッド・ファラガットの戦隊に対抗し、8隻はメンフィスまで遡り、北軍が川を下ることを防いでいた（メンフィスはニューオーリンズの盾と考えられたので、これら8隻を遠く北方まで派遣することは当初の目的に適っていた）。北部（メンフィス）戦隊は全て文民生活で川船の船長をしていたジェイムズ・E・モンゴメリーが指揮した。他の艦艇もモンゴメリーが選んだ元商用川舟の船長達が指揮しており、みな軍事経験は無かった。いざ行動に移ったときは、モンゴメリーの統率が終わり、衝角艦は独立して操船された。この指揮系統の無意味さは直ぐに陸軍の者達に認識されたが、その抗議は無視された。さらに船長達は自分達で大砲の操作法を学ぼうとはせず、乗組員にそれをさせようともしなかったので、砲手たちは南軍の陸軍から引っ張って来なければならなかった。砲手たちは乗組員と一体にはならなかったが、陸軍士官の命令に従ったままだった。

### 北軍の戦隊

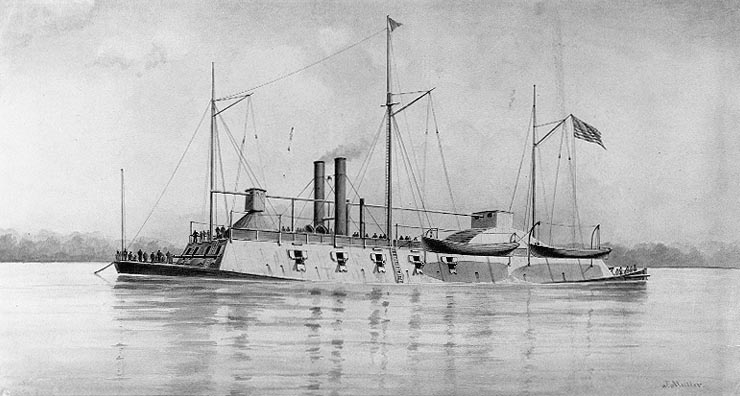
ベントン
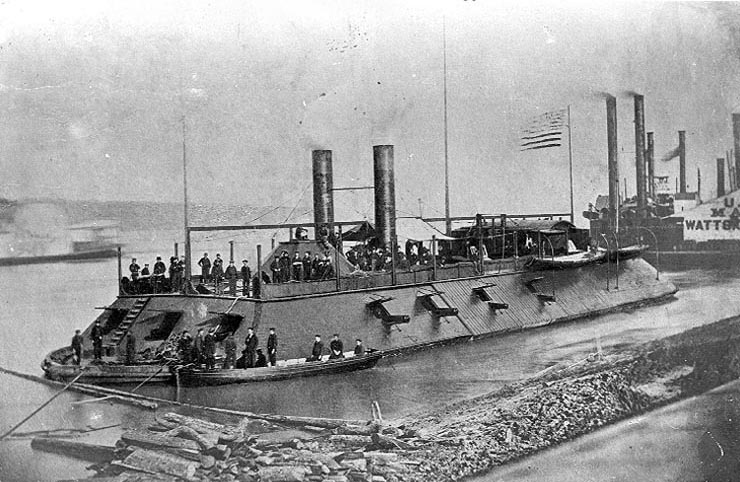
カイロ
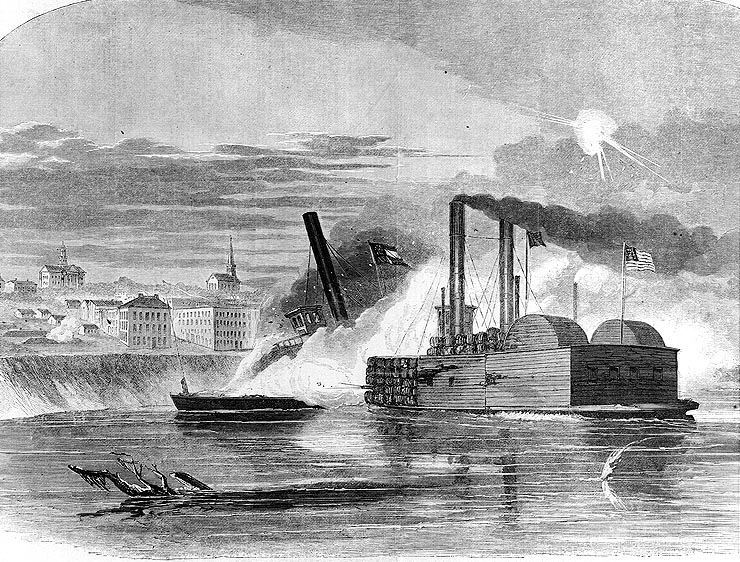
クィーン・オブ・ザ・ウェスト
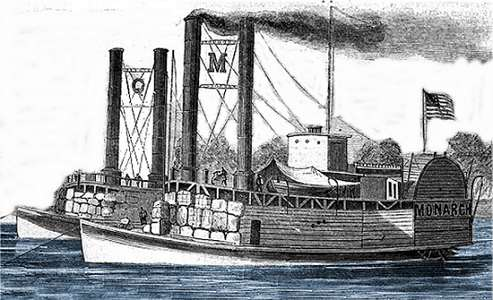
モナーク

## 戦闘
コリンスの包囲戦で北軍が勝利した結果、メンフィスと南軍の東部とを繋ぐ鉄道が遮断され、メンフィス市の戦略的重要度は著しく下がった。そのため、6月初めにはメンフィスとその近くの砦を南軍は放棄した。守備隊の大半はビックスバーグなど他所の部隊に合流するために送られてしまい、わずかな後衛部隊だけが抵抗の印として残置された。河川防衛艦隊もビックスバーグまで後退することになっていたが、メンフィスでは十分な石炭を得られなかった。6月6日に北軍の戦隊が現れたとき、モンゴメリーと船長達は逃げることもできず、戦うか船を沈めるかの決断を迫られた。彼らは戦うことを選び、早朝に出港して前進してくる戦隊とその背後に付いてくる衝角艦に向かった。
戦闘は長射程の砲撃の応酬から開始され、北軍の砲艦は川を横切るように戦列を布き、船尾の大砲を向かってくる綿装甲艦に向けて発砲した。4隻の衝角艦のうち2隻は砲艦の戦列より前に出て敵船に衝角攻撃を行うか他の方法で進路を妨害した。他の衝角艦は命令を誤解しており、全く戦闘に加わらなかった。北軍の衝角艦と砲艦はその動きを協調させてはおらず、南軍の艦艇は独立して操船していたので、戦闘は間もなく乱戦になった。北軍衝角艦の旗艦クィーン・オブ・ザ・ウェストが真っ先に南軍カーネル・ラベルの衝角攻撃で損害を受けた。クィーン・オブ・ザ・ウェストはさらに1隻以上の綿装甲艦によって次々と衝角攻撃を受けた。エレト大佐がこの時拳銃で撃たれて膝を負傷し、これが北軍側では唯一の人的損失になった（病院に収容されたエレトは麻疹に感染した。この子どもの病気は戦争中に約5,000名の兵士の命を奪っていた。この病気と傷による衰弱が重なり、容態は深刻な状況になり、エレトは6月21日に死んだ）。この後の戦闘の経過は、硝煙のために曖昧である。目撃者の証言もあるが、通常よりかなり矛盾が多い。確かなことは、戦闘が終わった時に1隻を除いて全て綿装甲艦が破壊されるか捕獲されており、北軍はクィーン・オブ・ザ・ウェスト1隻だけが航行不能になっていた。南軍では、唯一ジェネラル・アール・ヴァン・ドーンだけが逃亡し、ビックスバーグの直ぐ北にあるヤズー川の防御地点まで逃げた。南軍の人的損失は信憑性のある推計ができていない。

## 結果
メンフィスの戦いは、後の装甲艦アーカンソーの出現を除けば、ビックスバーグまでミシシッピ川を下る北軍に対して最後の抵抗だった。この川は既にファラガットの艦艇に包囲されていたビックスバーグ市まで北軍に解放されたが、北軍指揮系統はその半年近く後までこの事実の戦略的重大さを理解できなかった。ユリシーズ・グラント指揮下の北軍陸軍は11月まで川の開放を完了させようとはしなかった。
メンフィスさらにその前のニューオーリンズの戦いの両方での河川防衛艦隊のお粗末な行動で、水上戦は軍事的規律に随う訓練された専門家が指揮しなければならないということが最終的に示された。エレトの衝角艦戦隊は北軍でその後も働いたが、それが意図された形で戦闘に加わる機会は来なかった。これら艦船は間もなく水陸共同襲撃用に転換され、エレト大佐の兄弟であるアルフレッド・W・エレト中佐（後に准将）の率いるミシシッピ海兵旅団となった（アメリカ海兵隊とは関連なし）。専門性に対する需要の高まりは、私掠船の排除にも繋がった。ただし河川防衛艦隊は文字通りの意味で私掠船ではなかった。
この戦闘は訓戒的な物語を残し、まずい指揮系統の悪効果を示すことになった。これは単一の艦船の戦闘を除き、南北戦争では2つしかない純粋の水上戦の一つであり、一番近い公海からは500マイル (800 km)も離れた所で起こったということは興味深い（もう一つの水上線はやはりミシシッピ川でのプラムポイント・ベンドの戦いだった）。
メンフィスでは1864年4月にもう一つの戦いである第二次メンフィスの戦いが起こり、南軍ネイサン・ベッドフォード・フォレスト将軍が自分の故郷であるメンフィスを夜間に騎兵襲撃を行った。これはメンフィスで捉われている南軍捕虜を逃がすこととそこで宿営していた北軍将軍を捕まえることを目的としていた。この襲撃はどちらの目的も果たせなかったが、北軍をしてその地域をより慎重に守らせることを強いるようになった。